# Sigmodon arizonae
Sigmodon arizonae là một loài động vật có vú trong họ Cricetidae, bộ Gặm nhấm. Loài này được Mearns mô tả năm 1890.